# Mestre de Housebook

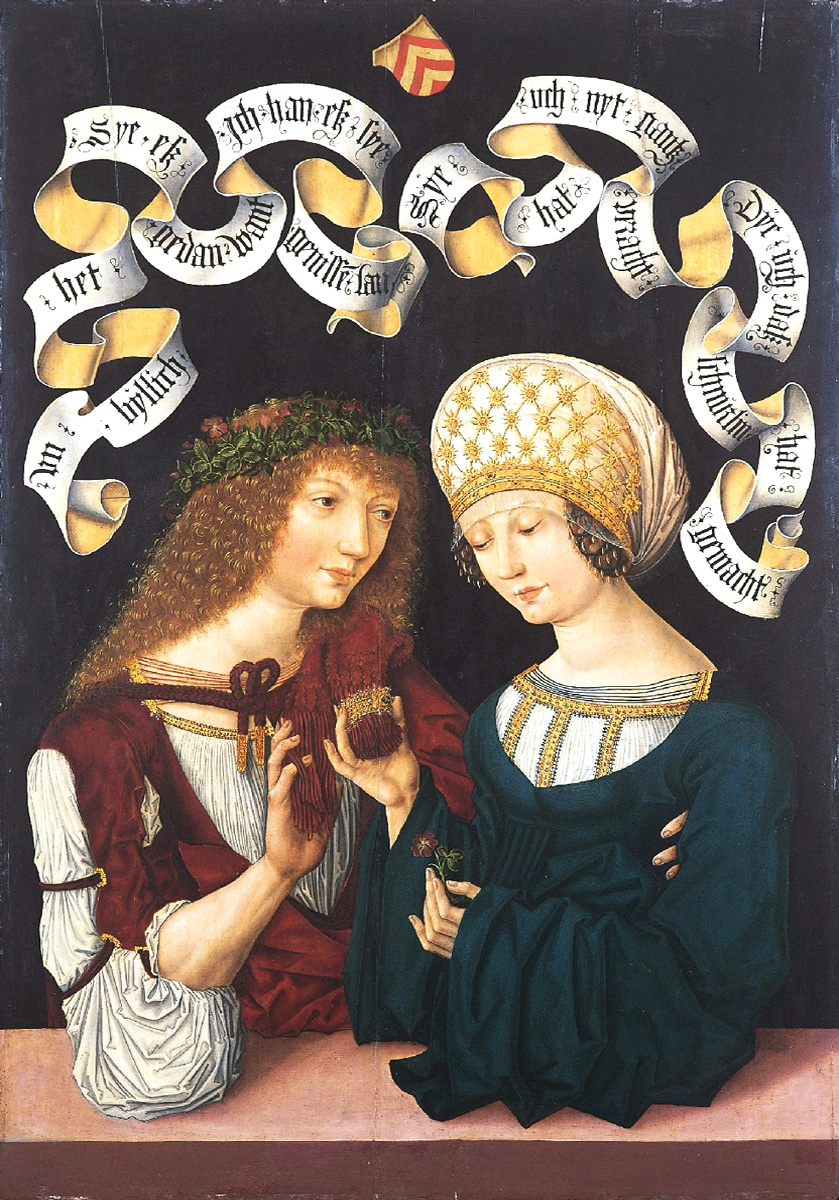
Par de Amantes

Mestre de Housebook é o nome usado para um gravador e pintor que trabalhou no sul da Alemanha no final do século XV. Foi aparentemente o primeiro artista a usar a técnica de ponta seca. Seu nome vem do título de seu livro de desenhos com aquarela, o Housebook, que pertencia à família nobre alemã Waldburg-Wolfegg. Em 1999, o livro foi emprestado para a Galeria Nacional de Arte em Washington, para uma exibição. A maioria de suas gravuras existentes estão no Rijksmuseum, em Amsterdam.
Muitas gravuras de outros artistas parecem ser cópias de obras do Mestre. Em particular, Israhel van Meckenem parece ter copiado mais de 30 delas. Junto com Martin Schongauer, o Mestre de Housebook é o artista de gravuras mais importante da Alemanha naquele período. Ambos influenciaram consideravelmente outro artista: Albrecht Dürer.
Outros locais onde podem-se encontrar obras do Mestre são:
- Gota, na Alemanha
- Gemäldegalerie, em Berlim
- Städel, em Frankfurt
- Augustinermuseum, Freiburg
- Germanisches Nationalmuseum, em Nuremberg

Sugeriu-se, em 1937, que o Mestre de Housebook seria Erhard Reuwich, de Utrecht, um artista ou gravador que trabalhava em Mogúncia e que projetou e assinou uma vista panorâmica em xilogravura de Veneza, executada após uma peregrinação a Terra Santa. Reuwich imprimiu um relato em Latim da viagem, o Sanctae Peregrinationes. O design foi depois adaptado por Michael Wolgemut para a Crônica de Nuremberg. O livro contém ainda panoramas de outras cidades, incluindo Jerusalém. Foi um bestseller, reimpresso treze vezes em três décadas, incluindo edições impressas na França e Espanha. Em 1485, Reuwich desenhou um livro sobre ervas, publicado também em Mogúncia. Hoje, a tendência é afirmar que os dois artistas foram pessoas diferentes.